# Nghĩa Hiệp, Tư Nghĩa
Nghĩa Hiệp là một xã thuộc huyện Tư Nghĩa, tỉnh Quảng Ngãi, Việt Nam.
Xã Nghĩa Hiệp có diện tích 10,69 km², dân số năm 1999 là 12381 người, mật độ dân số đạt 1158 người/km².